# Apaaratha
Apaaratha er en indisk film fra 1990 af I. V. Sasi.

## Medvirkende
- Rahman som Prathapan
- Sukanya som Surya
- Urvasi som Prabha
- Siddique som Suresh
- Jagathy Sreekumar som Minnal Chacko
- Nedumudi Venu som K.P Menon
- M. G. Soman som Singapore Pillai
- Rajan P. Dev som Theeppori Madhavan
- Mamukkoya som Jamal